# Języki nilotyckie
Języki nilotyckie a. nilockie – największa podgrupa języków wschodniosudańskich z rodziny nilo-saharyjskiej, używanych przez kilka milionów Nilotów, głównie w Sudanie Południowym, południowej Etiopii, Kenii i Ugandzie. 

## Klasyfikacja
Dzieli się na trzy główne zespoły: 
- wschodnionilotycki z językami teso-turkana i masajskim,
- południowonilotycki z językami nandi-kipsigis,
- zachodnionilotycki z językami luo, nuer, dinka i in.